# Mmatseta
Mmatseta est une ville du Botswana.